# Cornucopia (Serj Tankian)
Cornucopia è un singolo del cantautore statunitense Serj Tankian, pubblicato il 4 giugno 2012 come secondo estratto dal terzo album in studio Harakiri.

## Promozione
Dalla sua data di pubblicazione, Cornucopia è stato reso disponibile per il download gratuito attraverso il sito ufficiale di Tankian per un periodo di tempo limitato. Successivamente è stato reso disponibile per l'acquisto sull'iTunes Store a partire dal 12 giugno.

## Video musicale
Sebbene non sia stato realizzato alcun video musicale, il 6 giugno 2014 Tankian ha pubblicato un lyric video del brano attraverso il suo canale YouTube.

## Tracce
1. Cornucopia – 4:28

## Formazione
Musicisti
- Serj Tankian – voce, chitarra, basso, pianoforte, campionatore, programmazione
- Dan Monti – chitarra aggiuntiva
- Mario Pagliarulo – basso aggiuntivo
- Troy Zeigler – batteria

Produzione
- Serj Tankian – produzione, ingegneria del suono, missaggio
- Dan Monti – ingegneria del suono, missaggio
- Chad Bamford – ingegneria della batteria
- Ryan Kennedy – assistenza tecnica
- Vlado Meller – mastering